# ジョルジュ・レヴォワル
ジョルジュ・レヴォワル (Georges Révoil, 1852-1894) は19世紀のフランスのアフリカ調査員。1877年から1883年にかけて、フランス政府の要請で何度もソマリアを訪れており、著書も多い。

## 生涯
建築家アンリ・レヴォワルの息子として生まれた。
アンリ・レヴォワルはフランスの公共教育省に所属し、1877年から1883年にかけて、フランス政府の命令でソマリアをはじめとする東アフリカに何度も足を運んだ。この時期、フランスをはじめとするヨーロッパ列強は、アフリカで植民地獲得競争を行っていた。1886年には、アフリカ五大湖地域（現ブルンジ、コンゴ民主共和国、ウガンダ、ルワンダ）の調査ミッションを指揮した。
彼が出版した『Voyages au Cap des Aromates』（1880年）には、東アフリカの海岸への遠征と、イギリス領ソマリアへの2度目の遠征が記されている。ジョルジュ・レヴォワルは熱心な写真家だった。現在のソマリア、特に首都モガディシュ周辺の写真を多数持ち帰った。これらは1884年12月18日にパリのSociété de Géographieで行われた会議で公開された。現在、フランス国立図書館に所蔵されている。
1887年7月、バスラ(現イラク内)で、フランスの副領事に就任した。同年11月には、ブラジル出身のアンネマリー・オリベイラと結婚し、3人の子供をもうけた, 。その後、領事に昇進し、1890年にはサンホセ(現コスタリカ内)、次いでアスンシオン(現パラグアイ内)に赴任した。
1894年8月、ジョルジュ・レヴォワルは脚気の治療のため訪れていた妻の実家があるブラジルのペルナンブーコで亡くなった, il s'était fait transporter, 。

## 献名
ジョルジュ・レヴォワルの名は、ハチクイの一種ソマリハチクイ（Merops revoilii）、ヘビの一種ミジカヘビ（Brachyophis revoili）の学名として献名されている。

## 著作
- 『アロマテス岬（東アフリカ）への航海 1877年～1878年』Voyages au cap des Aromates (1880) 1932年にパリのVictor Attingerから復刻版。
- 『ダラー渓谷; チョマリス諸国への旅』 La Vallée du Darror; voyage aux pays Çomalis (1882) パリ写真協会から出版された、著者による写真やスケッチをもとにした風景、パノラマ画像集。パリ地理学会。
- 『ソマリの考古学と民族学についてのノート』Notes d'archéologie et d'ethnographie dans le Somal (1884)
- 『アフリカ東海岸での10ヶ月間：ダラー渓谷とガーダフイ岬』Dix month à la côte orientale d'Afrique: la Vallée du Darror et le Cap Guardafui (1889)
- 『東アフリカの大湖を目指して』Vers les grands lacs de l'Afrique Orientale (1909)